# ژوزوئه (بازیکن فوتبال، زاده ۱۹۷۹)
ژوزوئه آنونسیادو دی اولیویرا (به پرتغالی: Josué Anunciado de Oliveira) هافبک اهل برزیل است که در شهر Vitória de Santo Antão و در تاریخ ۱۹ ژوئیهٔ ۱۹۷۹ به دنیا آمده‌است.
فیلیپه لوییز کاسماریسکی در تیم‌های فوتبال Goiás ،سائوپائولو،وولفسبورگ،اتلتیکو مینیرو سابقهٔ حضور دارد. این بازیکن همچنین در سال، ۱۹۹۹ برای، Brazil U23 به میدان رفته‌است 